# Marion Raven
Marion Raven (pseudoniem van Marion Elise Ravn, Lørenskog, 25 mei 1984) is een Noorse zangeres.

## Jeugd
In 1993, toen Raven 9 jaar oud was, speelde ze in The Sound of Music, en was ze te horen op een kinder-cd. Op 10-jarige leeftijd acteerde Raven in de musical Bugsy Malone, en op 11-jarige leeftijd in de musical The Wizard of Oz.

## M2M
In 1995 kon Raven dankzij haar vader in de studio's van Oslo een demo opnemen. Zij vroeg haar beste vriendin Marit Larsen mee met haar. Raven en Larsen kregen samen een platencontract met EMI Noorwegen. Hun eerste cd Marit Og Marion Synger Kjente Barnesanger kwam uit in 1996. De cd werd genomineerd voor de Noorse Spellemannprisen in 1997, maar kreeg de prijs niet.
In 1998, Raven was toen 13 jaar, nam zij en Larsen popdemo's op in de studio's in Oslo. Samen begonnen ze ook liedjes in het Engels te schrijven. In de zomer van 1998 vlogen Raven en Larsen naar New York om daar een platencontract met Atlantic Records af te sluiten. Samen reisden ze de wereld rond en schreven ze allerlei nieuwe liedjes met verschillende bekende songwriters.
Het resultaat was Shades of Purple, de eerste volwaardige cd als M2M. De eerste single van dit album, Don't Say You Love Me, kwam uit op 5 november 1999 en werd een hit. Dit mede doordat de single deel uitmaakte van de Pokémon-soundtrack. Het album zelf kwam uit in maart 2000. Van Shades of Purple werden wereldwijd meer dan 5 miljoen exemplaren verkocht.
In januari 2001 keerde M2M terug naar de studio's in New York om daar hun tweede album op te nemen. Het tweede album, The Big Room (genoemd naar de studio waar het album werd opgenomen), was minder pop en meer rock dan het eerste album.
In de zomer van 2002 stond M2M in het voorprogramma van de tournee van zangeres Jewel. Gedurende de tournee werd M2M echter geschrapt als voorprogramma. Vervolgens bleef het stil rond M2M, tot op 23 september 2002 bekend werd gemaakt dat M2M stopte.

## Solo
Raven ging verder als soloartiest. Zij kreeg een nieuw contract bij Atlantic Records. Ze nam nieuwe liedjes op in studio's in Zweden, Los Angeles en New York. Tijdens een concert van Mötley Crüe in Noorwegen ontmoette ze Nikki Sixx. Samen schreven zij twee nummers voor het nieuwe album van Raven.
Ze schreef "Pointless Relationship" bedoeld voor de Australische zangeres Tammin Sursoks debuutalbum Whatever Will Be. Daarnaast werkte Raven samen om het lied "That Day" te schrijven voor de Noorse popzangeres Maria Arredondo en "Disconnected", een lied voor Lindsay Lohans debuutalbum Speak in 2004.

### Here I Am (2005)
In juni 2005 kwam het eerste soloalbum van Raven, Here I Am, uit in Azië. De eerste single van het album, End of Me, haalde de top 10 van verschillende hitlijsten. In juli en augustus promootte Raven het album in Azië, en in september in Noorwegen. In oktober 2005 toerde zij in Japan. In de winter van 2005/2006 deed Raven mee met een liefdadigheidsconcert en aan de 'Pink Ribbon Show'. Tevens was zij een van de presentatoren van de Noorse versie van het televisieprogramma Idols en stelde ze een band samen waar ze samen mee kon toeren.
Na de winter keerde Raven terug naar New York om haar contract rond te krijgen. Atlantic Records maakte plaats voor Eleven Seven Music, een minder bekende en niet-commerciële platenfirma. Raven nam een nieuwe video op, Heads Will Roll. Deze video kreeg nogal veel commentaar vanwege het lichamelijk naakt erin.
In juli 2006 legde Raven haar plannen voor haar eigen carrière opzij om samen te werken met Meat Loaf. Raven werd gevraagd om samen met hem een duet op te nemen. Raven en Meat Loaf deden promotie in verschillende landen voor de debuutsingle van het nieuwe album van Meat Loaf, Bat Out of Hell III. De single deed het goed in de hitlijsten en kwam binnen in de top 10 in verschillende landen wereldwijd.
Eind oktober 2006 kwam Ravens ep Heads Will Roll uit op iTunes.

### Set Me Free (2007)
In 2007 kwam de tweede volwaardige cd uit van Raven, Set Me Free, met de single Falling Away. In de videoclip van Falling Away speelt Raven samen met DJ Ashba gitaar, en zijn snowboarders zoals Andreas Wiig (vriend van Raven), Hana Beaman en Mike Cassanova te zien. De videoclip is opgenomen in Denver (Colorado), terwijl daar een sneeuwstorm woedde.
Set Me Free is eigenlijk een remake van de eerste cd, Here I Am, met vier nieuwe nummers (waarvan er een, All I Wanna Do Is You, ook op de ep verscheen). Met Set Me Free wilde Raven zich meer richten op Europa en Amerika. In 2007 stond Raven in het voorprogramma van Meat Loaf, waardoor haar muziek bekender werd in landen als Engeland, Nederland en Duitsland. In de zomer van 2007 stond Raven in Duitsland in het voorprogramma van Pink.

### 2008-2010:Nevermore
In 2008 maakte Marion een deel uit van de muziekvideo "Saints of Los Angeles" van de Amerikaanse heavymetalband Mötley Crüe. In 2010 was ze jurylid voor het Noorse talentenprogramma X Factor en later ook voor Norwegian Idol.
Het derde studioalbum Nevermore die in 2009 opgenomen was en zou uitkomen in 2010 is van de baan geschoven wegens te slechte verkopen van de eerste twee singles.

### 2012-2014:Songs from a Blackbird
In maart 2012 bracht Raven haar single Colors Turn to Grey uit. Later in 2012 was er te lezen op Twitter dat ze werkte aan een nieuw album. In maart 2013 kwam de single The Minute van haar tweede album Songs from a Blackbird uit. Songs from a Blackbird kwam op de markt in Noorwegen op 5 april 2013 en bereikte nummer 3 in de Noorse hitlijsten. Het album was verder nog gepromoot in Noorwegen met een derde single, Driving, en een uitgebreide Noorse tournee in 2013.

#### Internationale versie
Voor er een heruitgave kwam van het album, werd "The Minute" op 25 juli 2014 uitgebracht via iTunes. In augustus en oktober volgde de internationale versie van Songs from a Blackbird. Deze bevatte tevens nieuwe liedjes van de albums Scandal Vol. 1 en Scandal Vol. 2. In Duitsland, Zwitserland, Oostenrijk en Australië kwam de cd in de winkel te liggen, voor de rest van de wereld was de muziek beschikbaar via iTunes.

### 2014-2015:Scandal Vol. 1enScandal Vol. 2
In januari 2014 kondigde Raven aan dat ze haar derde studioalbum met Sony Music Norway uitbracht. De titel van dit album was Scandal; in september kwam deze ook uit in Noorwegen.

## Andere projecten
Raven schreef voor de volgende artiesten.
- 2004 - "Completely in Love" voor het album Completely in Love van de Noorse poprockzanger Tommy Michaelsen.
- 2004 - "That Day" voor het album Not Going Under van de Noorse popzangeres Maria Arredondo.
- 2004 - "Pointless Relationship" voor het album Whatever Will Be van de Australische zangeres Tammin Sursok.
- 2004 - "Disconnected" voor het album Speak van de Amerikaanse zangeres Lindsay Lohan.
- 2007 - "Jack" voor het debuutalbum Turn It Up van de Britse zangeres Pixie Lott.
- 2009 - "Forgot His Name", opgenomen door Tanita Kolsås voor het Noorse X Factor.
- 2009 - "It's Not Over", opgenomen door May Kronfeld, ook bekend als May K.